# Países Bajos en los Juegos Olímpicos de Atlanta 1996
Los Países Bajos estuvieron representados en los Juegos Olímpicos de Atlanta 1996 por un total de 239 deportistas que compitieron en 19 deportes.  
El portador de la bandera en la ceremonia de apertura fue el palista Nico Rienks.

## Medallistas
El equipo olímpico neerlandés obtuvo las siguientes medallas:
| Nombre | Deporte             | Competición                 |
| --- | ------------------- | --------------------------- |
| Oro |                     |                             |
| Bart Brentjens | Ciclismo de montaña | Campo a través M            |
| Equipo | Hockey sobre hierba | Torneo M                    |
| Michiel Bartman Nicolaas Rienks Diederik Simon Niels van der Zwan Jacob Maasdijk Niels van Steenis Henk-Jan Zwolle Ronald Florijn Jeroen Duyster (t) | Remo                | Ocho con timonel (M8+) M    |
| Equipo | Voleibol            | Torneo M                    |
| Plata |                     |                             |
| Ingrid Haringa | Ciclismo en pista   | Carrera por puntos F        |
| Anky van Grunsven (Bonfire) | Hípica              | Doma ind.                   |
| Tineke Bartels (Barbria) Sven Rothenberger (Weyden) Anky van Grunsven (Bonfire) Gonnelien Rothenberger (Dondolo)                                     | Hípica              | Doma por eqs.               |
| Maarten van der Linden Pepijn Aardewijn | Remo                | Doble scull ligero (LM2x) M |
| Margriet Matthijsse | Vela                | Europe F                    |
| Bronce |                     |                             |
| Ingrid Haringa | Ciclismo en pista   | Velocidad ind. F            |
| Sven Rothenberger (Weyden) | Hípica              | Doma ind.                   |
| Equipo | Hockey sobre hierba | Torneo F                    |
| Mark Huizinga | Judo                | –86 kg M                    |
| Jennifer Gal | Judo                | –61 kg F                    |
| Claudia Zwiers | Judo                | –66 kg F                    |
| Kirsten Vlieghuis | Natación            | 400 m libre F               |
| Kirsten Vlieghuis | Natación            | 800 m libre F               |
| Irene Eijs Eeke van Nes | Remo                | Doble scull (W2x) F         |
| Roy Heiner | Vela                | Finn M                      |